# Alue Riyeung
Alue Riyeung is een bestuurslaag in het regentschap Aceh Besar van de provincie Atjeh, Indonesië. Alue Riyeung telt 328 inwoners (volkstelling 2010).